# Adam Schäfer (Priester)
Adam Schäfer (* 23. September 1877 in Urmitz; † 19. Dezember 1941 ebenda) war ein deutscher Diözesanpriester des Bistums Trier.

## Leben
Schäfer war ein Sohn der Eheleute Jakob Schäfer und Anna Maria geb. Preußer. Nach Abschluss seiner schulischen Ausbildung, die er mit der Volksschule in Urmitz begann und mit dem Schulbesuch des Gymnasiums in Koblenz beendete, wechselte er an das Bischöfliche Priesterseminar in Trier. Nachdem er seiner Priesterweihe in der Hohen Domkirche St. Peter zu Trier war er Kaplan in Zell und anschließend in Quierschied im Saarland. Seine nächsten Wirkungsstätten als Pfarrer waren 5 Jahre in Thalfang sowie weitere 25 Jahre in Buch im Hunsrück, bevor er ab 1936 die Pfarrei in Pommern an der Mosel übernahm. 
Die Pfarrstelle in Pommern erwies sich durch die relativ hohe Zustimmung der örtlichen Winzer zum Nationalsozialismus als der Beginn einer für ihn unglücklichen Zeit. Nach nur einem Jahr wurde Schäfer vom Kreisschulamt eine Verwarnung ausgesprochen, dass er sich außerhalb des Unterrichts der Betätigung im Katholischen Jungmännerverband zu enthalten habe. Am 28. Dezember 1939 wurde er zum ersten und am 8. März 1940 ein weiteres Mal wegen maßgeblicher Verstöße gegen das Heimtückegesetz verhaftet. Daraufhin wurde er jeweils in das Gefängnis der GeStaPo nach Koblenz gebracht. Während seiner zweiten 8 Monate dauernden Schutzhaft wurde er mit Schlägen gefoltert und nach seiner Entlassung mit einem Berufsverbot belegt. Als Folge der Folter musste Schäfer am 22. August 1940 im Koblenzer Marienhof Krankenhaus zur Behandlung eingeliefert werden, wobei man es nicht unterließ, ihm eine Verfügung aufzuerlegen, wonach er bis zum 24. August 1940 das Rheinland zu verlassen hätte. Weiterhin wurde ihm auf Erlass des Regierungspräsidenten in der Zeit vom 1. April 1940 bis zum 1. November 1941 der staatliche Pfarrbesoldungszuschuss gestrichen. Ein gegen ihn vom Kölner Sondergericht eingeleitetes Verfahren wurde am 18. Oktober 1940 mangels Beweisen eingestellt.
Schäfer fand zunächst Unterschlupf bei seiner Schwester in Bornhofen (eine andere Quelle nennt Urmitz), bis er schließlich am 1. September 1941 mit seiner Haushälterin Anna Schneiders in das elterliche Haus nach Urmitz umziehen konnte. Ab dieser Zeit erhielt Schäfer zu Hause eine wöchentliche Kontrolluntersuchung, um seine Lagerfähigkeit überprüfen zu lassen. Am 19. Dezember 1941 wurde Schäfer jedoch von einem unbekannten Arzt in Uniform zu Hause besucht, nach dessen Weggang man nur den leblosen Körper des Priesters auffand. Ein weiterer Arzt, der später noch in das Haus kam, stellte einen Totenschein aus, in dem vermerkt wurde, dass Schäfer an einer Herzmuskelschädigung gestorben sei.

## Gedenken
Zu Schäfers Ehren und Angedenken wurde im Jahr 2004 das alte Schulgebäude neben der Pfarrkirche in Urmitz in „Adam-Schäfer-Haus“ umbenannt. Eine an der Hauswand angebrachte Platte trägt folgende Inschrift:
„Der Urmitzer Priester Adam Schäfer (1877–1941) kämpfte bis zum Schluss aus seinem Glauben heraus gegen das Naziregime! Er soll uns Vorbild sein.“
Die katholische Kirche hat Pfarrer Adam Schäfer im Jahr 1999 in das deutsche Martyrologium des 20. Jahrhunderts aufgenommen.
Des Weiteren setzte der Künstler Gunter Demnig am 23. August 2014 als Zeichen gegen das Vergessen einen „Stolperstein“ in seinem letzten Wirkungsort Pommern an der Mosel.